# بيدير بيرسون
بيدير بيرسون هو لاعب كرة قدم سويدي، ولد في 13 نوفمبر 1938 في Hova, Sweden ‏ في السويد، وتوفي في 17 فبراير 2018. لعب مع نادي يورغوردينس.